# Deportes ecuestres en los Juegos Olímpicos de Múnich 1972
Los deportes ecuestres en los Juegos Olímpicos de Múnich 1972 se realizaron en dos sedes: el Estadio Olímpico Ecuestre de Riem (salto y concurso completo) y el parque del Palacio de Nymphenburg (doma) de Múnich del 28 de agosto al 10 de septiembre de 1972.
En total se disputaron en este deporte seis pruebas diferentes en las disciplinas de doma, salto de obstáculos y concurso completo, en las categorías individual y por equipos. El programa de competiciones se mantuvo como en la edición pasada.

## Medallistas
| Evento                                             | Oro | Plata | Bronce |
| -------------------------------------------------- | --- | --- | --- |
| Doma individual (7-9 de septiembre)                | Liselott Linsenhoff (Piaff) · Alemania Occidental · 1229 pts.                                                                                      | Yelena Petushkova (Pepel) · Unión Soviética · 1185 pts.                                                                                           | Josef Neckermann (Venetia) · Alemania Occidental · 1177 pts.                                                                                       |
| Doma por equipos (7 de septiembre)                 | Yelena Petushkova (Pepel) · Ivan Kizimov (Ijor) · Ivan Kalita (Tarif) · Unión Soviética · 5095                                                     | Karin Schlüter (Liostro) · Liselott Linsenhoff (Piaff) · Josef Neckermann (Venetia) · Alemania Occidental · 5083                                  | Ulla Håkansson (Ajax) · Ninna Swaab (Casanova) · Maud von Rosen (Lucky Boy) · Suecia · 4849                                                        |
| Salto de obstáculos individual (2 de septiembre)   | Graziano Mancinelli (Ambassador) · Italia · 0 | Ann Moore (Psalm) · Reino Unido · 3 | Neal Shapiro (Sloopy) · Estados Unidos · 8 |
| Salto de obstáculos por equipos (10 de septiembre) | Fritz Ligges (Robin) · Gerhard Wiltfang (Askan) · Hartwig Steenken (Simona) · Hans Günter Winkler (Trophy) · Alemania Occidental · 32,00           | William Steinkraus (Main Spring) · Neal Shapiro (Sloopy) · Kathryn Kusner (Fleet Apple) · Frank Chapot (White Lightning) · Estados Unidos · 32,25 | Vittorio Orlandi (Fulmer Feather) · Raimondo D'Inzeo (Fiorello) · Graziano Mancinelli (Ambassador) · Piero D'Inzeo (Easter Light) · Italia · 48,00 |
| Concurso completo individual (28-31 de agosto)     | Richard Meade (Laurieston) · Reino Unido · 57,73                                                                                                   | Alessandro Argenton (Woodland) · Italia · 43,33                                                                                                   | Jan Jönsson (Sarajevo) · Suecia · 39,67 |
| Concurso completo por equipos (28-31 de agosto)    | Richard Meade (Laurieston) · Mary Gordon-Watson (Cornishman) · Bridget Parker (Cornish Gold) · Mark Phillips (Great Ovation) · Reino Unido · 95,53 | Kevin Freeman (Good Mixture) · Bruce Davidson (Plain Sailing) · Michael Plumb (Free and Easy) · James Wofford (Kilkenny) · Estados Unidos · 10,81 | Harry Klugmann (Christopher R) · Ludwig Gössing (Chicago) · Karl Schultz (Pisco) · Horst Karsten (Sioux) · Alemania Occidental · -18,00            |

## Medallero
| Núm. | País                | Oro | Plata | Bronce | Total |
| ---- | ------------------- | --- | ----- | ------ | ----- |
| 1    | Alemania Occidental | 2   | 1     | 2      | 5     |
| 2    | Reino Unido         | 2   | 1     | 0      | 3     |
| 3    | Italia              | 1   | 1     | 1      | 3     |
| 4    | Unión Soviética     | 1   | 1     | 0      | 2     |
| 5    | Estados Unidos      | 0   | 2     | 1      | 3     |
| 6    | Suecia              | 0   | 0     | 2      | 2     |
|      | TOTAL               | 6   | 6     | 6      | 18    |